# Питерборо (Њу Хемпшир)
Питерборо (енгл. Peterborough) насељено је место без административног статуса у америчкој савезној држави Њу Хемпшир.

## Демографија
По попису из 2010. године број становника је 3.103, што је 159 (5,4%) становника више него 2000. године.
| Група             | 2000.         | 2010.         |
| Белци             | 2.854 (96,9%) | 2.960 (95,4%) |
| Афроамериканци    | 12 (0,4%)     | 17 (0,5%)     |
| Азијати           | 26 (0,9%)     | 55 (1,8%)     |
| Хиспаноамериканци | 23 (0,8%)     | 42 (1,4%)     |
| Укупно            | 2.944         | 3.103         |